# Endolymphe

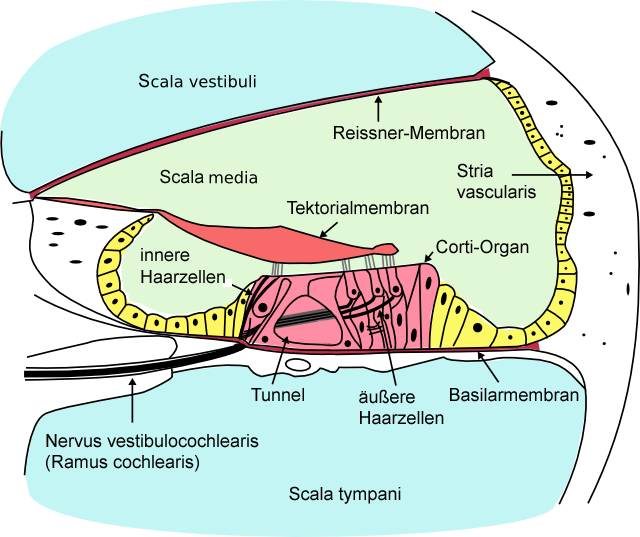
Schnitt durch die Hörschnecke (schematisch)
Perilymphe der Scala vestibuli und Scala tympani (beide stehen über das Helicotrema in Verbindung)
Endolymphe der Scala media

Die Endolymphe (altgriechisch ἔνδον endon, deutsch ‚innen‘ und lateinisch lympha ‚klares Wasser‘) ist für die Funktion des Hörorgans und des Gleichgewichtsorgans notwendig.
Die Endolymphe ist eine kaliumreiche Flüssigkeit, die der intrazellulären Flüssigkeit ähnelt. Sie wird in spezialisierten Bereichen (Stria vascularis) vom Epithel des Labyrinths gebildet, vermutlich aus der Perilymphe. Der Endolymphraum fasst beim Menschen nur etwa 70 µl pro Seite. Er steht über den Endolymphgang (Ductus endolymphaticus) mit dem Endolymphsack (Saccus endolymphaticus) in Verbindung. Der zwischen zwei Durablättern liegende Endolymphsack befindet sich beim Menschen an der dorsalen Fläche der knöchernen Felsenbeinpyramide (Pars petrosa ossis temporalis) in einer seichten Grube (Apertura canaliculi vestibuli). Dieser Sack dient der Volumenregulation im häutigen Labyrinth.
Durch die unterschiedliche Zusammensetzung von Endolymphe und der in den angrenzenden Hohlräumen Vorhoftreppe (Scala vestibuli) und Paukentreppe (Scala tympani) der Hörschnecke befindlichen Perilymphe besteht eine elektrische Spannungsdifferenz zwischen Schneckengang (Scala media oder Ductus cochlearis) und Vorhoftreppe bzw. Paukentreppe. Diese Spannungsdifferenz liefert die Energie für die Umwandlung der Schallwellen zu Nervenimpulsen im Corti-Organ.
Bewegungen der Endolymphe innerhalb der Bogengänge und der Makulaorgane des Gleichgewichtsorganes werden durch Bewegungen des Kopfes bzw. des Körpers insgesamt ausgelöst. Diese Flüssigkeitsverschiebungen lösen eine Auslenkung der Cilien der Gleichgewichtsrezeptoren (Ampullae membranaceae, Macula sacculi und Macula utriculi) aus.